# スティーヴン・ソトロフ
スティーヴン・ジョエル・ソトロフ（英語: Steven Joel Sotloff、1983年5月11日 - 2014年8月または9月）は、アメリカ合衆国のジャーナリスト。

## 概要
マイアミ出身で、イスラエルとの二重国籍を有する。2005年から3年間、イスラエル中部ヘルツリーヤの高等教育機関に在籍し、その後米国に帰国した。
2013年より、イスラエルで記者として働いた。ガザ地区に入り、当地の情勢を『タイム』誌や『フォーリン・ポリシー』誌に寄稿した。イエメンやリビアでも活動していたという。
シリアで過激派組織ISILに拘束され、2014年8月19日、殺害をほのめかす動画がYouTubeに公開された。同年9月2日、首を切られ殺害される動画が公開された。